# Ambrosio Figueroa Mata

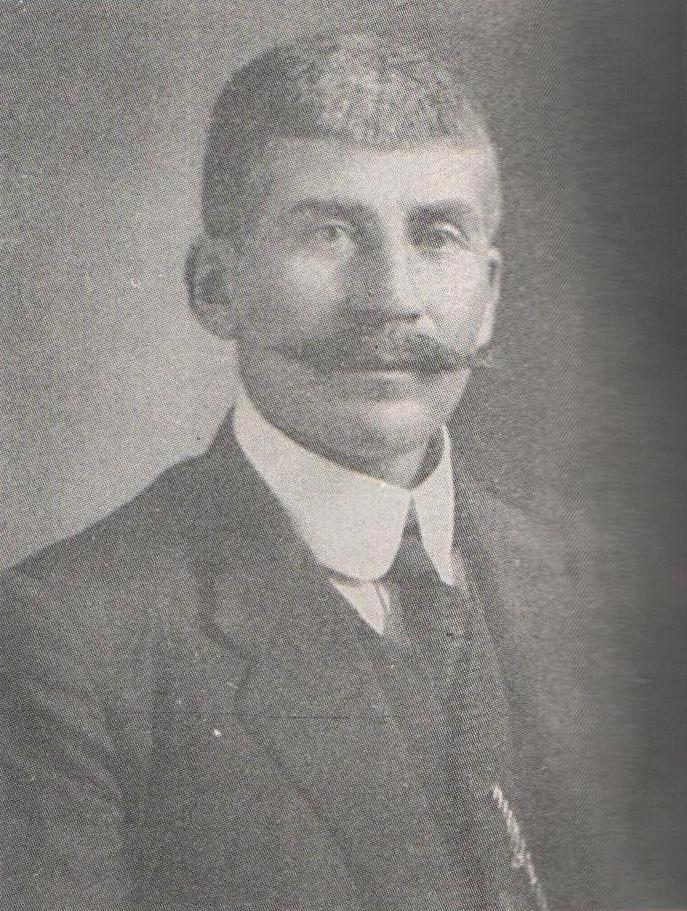
Ambrosio Figueroa Mata

Ambrosio Figueroa Mata (Huitzuco, Guerrero, 7 de dezembro de 1869 - Iguala, Guerrero, 23 de junho de 1913) foi  um militar mexicano que participou na Revolução Mexicana. Dedicou-se à agricultura e inscreveu-se na Segunda Reserva Militar criada por Bernardo Reyes no início do século XX. Em 1910 filiou-se no partido antirreeleicionista e juntou-se à luta armada. Foi governador de Morelos entre 4 de outubro de 1911 e 22 de julho de 1912; combateu duramente os zapatistas. Foi fuzilado em Iguala, Guerrero, por participar na rebelião contra Victoriano Huerta.